# Tatiana Vukadinovic
Tatiana Nicole Vukadinovic (* 4. Februar 1988 in Canmore) ist eine kanadische Biathletin.
Tatiana Vukadinovic lebt in Edmonton, studiert an der University of Alberta und startet für das Universitätsteam Athabasca, zuvor für den Canmore Nordic Ski Club. hatte ihre ersten wichtigen internationalen Einsätze bei den Nordamerikanischen Meisterschaften im Biathlon 2006, wo sie 14. des Sprints wurde. Später nahm sie an den Nordamerikanischen Meisterschaften im Sommerbiathlon 2008 in Canmore, bei denen sie bei den Wettkämpfen auf Skirollern im Einzel Elfte, im Sprint 13. und in der Verfolgung 12. wurde. Es folgten die Nordamerikanischen Meisterschaften im Biathlon 2009 in Valcartier, bei denen die Kanadierin an der Seite von Nathan Smith und Jon Skinstad in der Mixed-Staffel Alberta 2 zum Einsatz kam und Elfte wurde. Es waren zugleich die Kanadischen Biathlonmeisterschaften 2009, in deren Rahmen die Staffel Fünfte wurde. Bei der Winter-Universiade 2009 in Harbin belegte die Kanadierin im Sprint den 42. Platz. Vukadinovic arbeitet auch als Betreuerin für den neuseeländischen Biathlonverband.